# Список керівників держав 330 року
Список керівників держав 330 року — це перелік правителів країн світу 330 року
Список керівників держав 329 року — 330 рік — Список керівників держав 331 року — Список керівників держав за роками

## Європа
- Боспорська держава — цар Рескупорід VI (303-342)
- Думнонія — король Донольт (305-340)
- Ірландія — верховний король Муйредах Тірех (326 — 356)
- Римська імперія
  - римський імператор Костянтин Великий (308-337)
- Святий Престол — папа римський Сільвестр I (314-335)

## Азія
- Велика Вірменія — цар Трдат III (287-330), його змінив цар Хосров III Котак (330-339)
- Диньяваді (династія Сур'я) — раджа Мандала Сур'я (313-375)
- Іберійське царство — цар Міріан III (284-361)
- Індія
  - Царство Вакатаків — імператор Праварасена I (270-330), його змінив імператор Рудрасена I (330-355)
  - Імперія Гуптів — магараджа Чандрагупта I (320-335)
  - Західні Кшатрапи — махакшатрап Рудрасимха II (304-348)
  - Кушанська імперія — великий імператор Шака I (325 — 345)
  - Династія Паллавів  — махараджа Сімха-варман I (315-345)
  - Раджарата — раджа Сірімегхаванна (304-332)
- Китай (Період шістнадцяти держав)
  - Династія Дай — цар Тоба Іхуай (329 — 335, 337 — 338)
  - Династія Пізня Чжао — ван Ші Ле (319-333)
  - Династія Рання Лян — князь Чжан Цзюнь (324 — 346)
  - Тогон — Муюн Ціянь (329 — 351)
  - Династія Цзінь — імператор Сима Янь (Чен-ді) (325-342)
  - Династія Чен — імператор Лі Сюн (303-334)
- Корея
  - Кая (племінний союз) — кимгван Коджиль (291-346)
  - Когурьо — тхеван (король) Мічхон (300-331)
  - Пекче — король Пірю (304-344)
  - Сілла — ісагим (король) Хирхе (310-356)
- Паган — король Пайк Тінлі (324 — 344)
- Персія
  - Держава Сасанідів — шахіншах Шапур II (309-379)
- Сипау (Онг Паун) — Со Хом Па (309-347)
- Хим'яр — цар Таран Їханим (315-340)
- Чампа — князь Фан Ї (286-334)
- Японія — імператор Нінтоку (313-399)

## Африка
- Аксумське царство — негус Елла Ескунді (298-334)
- Царство Куш — цар Акедакетівал (329-340)

## Північна Америка
- Цивілізація Майя
  - місто Тікаль — цар Кинич-Муван-Холь I (317-359)